# Oxybelis inkaterra
Oxybelis inkaterra – gatunek węża z rodziny połozowatych (Colubridae). Występuje w zachodniej i północno-zachodniej Ameryce Południowej. Prowadzi dzienny, nadrzewny tryb życia.

## Systematyka
Takson ten po raz pierwszy zgodnie z zasadami nazewnictwa binominalnego opisali w 2021 roku Robert C. Jadin ze współpracownikami na łamach „Evolutionary Systematics”. Autorzy nadali wężowi nazwę Oxybelis inkaterra. Jako miejsce typowe podali okolice rzeki Madre de Dios, około 15 km na wschód od  Puerto Maldonado w południowym Peru (12°34′59″S 69°04′59″W/-12,583056 -69,083056, wysokość około 200 m n.p.m.). Holotyp to samiec oznaczony jako KU 220196, odłowił go William E. Duellman w grudniu 1991 roku. Nie wyróżnia się podgatunków.

### Etymologia
- Oxybelis: gr. οξυβελης oxubelēs „ostro zakończony, ostry”[3].
- inkaterra – epitet gatunkowy honoruje firmę turystyczną Inkaterra i organizację non-profit Inkaterra Asociación, założone odpowiednio w 1975 i 1978 roku przez José E. Koechlina von Steina w celu promowania edukacji i ochrony peruwiańskiej kultury i ekosystemów[1].

## Morfologia
Jest to średniej wielkości wąż o głowie z cienkim pyskiem o dużej szczęce. Górna część głowy jednolicie szarobrązowa, z lekko widocznym ciemniejszym, matowobrązowym paskiem ocznym, poniżej którego boki i spód głowy są białawe lub żółtawe. Tułów cienki i smukły, przeważnie jasnobrązowy z ciemniejszymi brązowymi, regularnie rozłożonymi plamami. Ogon długi.
Wymiary:
|                          | Samiec   | Samica   |
| Długość całkowita (mm)   | 1230     | 1075     |
| Długość SVL (mm)         | 750      | 660      |
| Długość TL (mm)          | 480      | 415      |
| Łuski grzbietowe (rzędy) | 17/17/13 | 17/17/13 |
| Tarczki brzuszne         | 173–205  | 173–205  |
| Tarczki podogonowe       | 158–203  | 158–203  |

## Występowanie
Oxybelis inkaterra występuje w Amazonii w Peru i Ekwadorze, prawdopodobnie również na przyległych obszarach w Boliwii, Brazylii i Kolumbii.

## Ekologia i zachowanie
Gatunek prowadzi dzienny, nadrzewny tryb życia. Występuje w dziewiczych lasach deszczowych, półotwartych obszarach z krzewami i pojedynczymi drzewami, wzdłuż brzegów rzek i strumieni. Są wężami lekko jadowitymi, ale ich ukąszenia nie są groźne dla ludzi.

## Status zagrożenia
W Czerwonej księdze gatunków zagrożonych IUCN wąż Oxybelis inkaterra nie jest jeszcze uwzględniany.